# Onna kyuketsuki (La dama vampiro)
Onna kyūketsuki (女吸血鬼?  lit. "La dama vampiro") es una película de 1959 del director japonés Nobuo Nakagawa.
Es un J-Horror, considerado el primero con una figura de vampiro al estilo occidental y ciertamente uno de los primeros en el que la ambientación es contemporánea.  A pesar del título, el vampiro protagonista es un hombre.
Internacionalmente la película también es conocida como The Lady Vampire (La dama vampiro).

## Trama
Tamio Oki, periodista de un periódico de Tokio, va a casa de su acomodada novia Itsuko Matsumura para celebrar su cumpleaños. En el camino tiene un extraño accidente con una mujer que luego reaparece en la casa de la joven. Se trata de Miwako, la madre de Itsuko, ausente durante veinte años y que reaparece, en estado de shock, inexplicablemente tan joven como era entonces.
Miwako desapareció durante un viaje a Kyūshū en el que su marido, el científico Shigekatsu Matsumura, la había llevado a visitar la tierra de sus antepasados. Miwako, en un momento de claridad, recuerda que se sintió atraída por un artista que la retrató desnuda en un cuadro y luego la encerró en el sótano de su castillo, con una promesa de eternidad. Así que a la primera oportunidad se escapó hasta encontrarse sin saber cómo en casa.
En una exposición de arte, el primer premio lo gana un cuadro que representa claramente a Miwako semidesnuda. Su hija Itsuko se da cuenta y Tamio descubre que el autor del cuadro nunca ha sido visto. Sin embargo, un hombre en la galería de arte escuchó a Itsuko y se interesa en ella. Se trata de Nobutaka Takenaka, un artista excéntrico, asistido por un enano, que, más tarde en el hotel donde se aloja, incapaz de protegerse de los rayos de la luna, se transforma en vampiro atacando y matando a una desafortunada camarera.
Una noche, Takenaka vuelve a secuestrar a Miwako, y Tamio, que había seguido las investigaciones sobre la muerte de la criada para el periódico, busca al responsable.
Takenaka resulta ser un vampiro inmortal que se alimenta de sangre joven, que trescientos años antes se enamoró de Katsuhime, la hija huérfana de Amakusa Shirō, un héroe que murió en la Rebelión de Shimabara, y más tarde buscó a Miwako, su descendiente, para poseerla.
Habiendo llegado a Kyūshū, Tamio y sus seguidores finalmente encuentran una cueva que conduce al escondite subterráneo de Takenaka y salvan a Itsuko, que había sido secuestrada, mientras que Miwako ahora está atrapada por un hechizo, como otras jóvenes que permanecen catatónicas. Takenaka, enfrentado en duelo a Tamio, está a punto de prevalecer hasta que un colapso, provocado por un ladrón, deja penetrar la luz de la luna y el vampiro, después de una monstruosa transformación que lo revela a todos, muere enterrado entre las ruinas del castillo desmoronándose, con Tamio e Itsuko logrando escapar y salvarse.

## Producción
Aunque también existen figuras similares en la tradición japonesa, Nobutaka Takenaka, el primer vampiro "moderno" del cine japonés, sin duda está tomado principalmente de las tradiciones y estilo occidentales. El hecho de que camine a la luz del día, aunque convenientemente equipado con gafas de sol, y su transformación se produzca al ser expuesto a la luz de la luna no se corresponde con la descripción clásica de los vampiros, sino que remite a otra figura monstruosa de la tradición occidental, la del hombre lobo. En blanco y negro y de ambientación actual, esto la diferencia también de las exitosas producciones contemporáneas de la británica Hammer, de época y en color, iniciadas con Drácula (1958).
La figura histórica de Amakusa Shirō es mencionada en la película, como el padre de la chica de la que se enamora el joven cuando se transforma en vampiro siglos atrás. En la novela Dokurokengyo de Seishi Yokomizo, el propio Amakusa Shiro se transforma en vampiro, mientras que en una obra de Futaro Yamada resucita como demonio.